# Долгани
Долгани су туркијски народ, који претежно живи у Русији, односно на подручју бившег аутономног округа Тајмирија (Долгано-Ненеција), у којем су према попису из 2002. године чинили 14% становништва и у њему представљали други народ по бројности, после Руса (59%). Аутономија овог округа је укинута 2007. године, када он постаје један од административних округа Краснојарског краја. Долгани делом практикују традиционална веровања (анимизам, шаманство), а делом су православне вероисповести. Говоре долганским језиком, који спада у турску групу алтајске породице језика.
Укупно их има око 4.900. 